# Christine Ödlund
Maria Christine Ödlund, född 17 juli 1963 i Stockholm, är en svensk målare, tecknare, installationskonstnär, videokonstnär och kompositör.
Christine Ödlund växte upp i Stockholmsområdet och utbildade sig på fotografilinjen på Konstfack 1992-95 i Stockholm, i videokonst vid Kungliga Konsthögskolan i Stockholmn 1995-96 och vid Elektroakustisk Musik i Sverige i Stockholm. Hon hade sitt första separatframträdande, The role-anxiety dilemma, år 1995 på Galleri Ynglingagatan 1 i Stockholm. 
Hon arbetar med olika konstformer som teckning, måleri, videokonst, installationer och elektroakustisk musik.
Christine Ödlund nominerades till Dagens Nyheters kulturpris 2011.

## Offentliga verk i urval

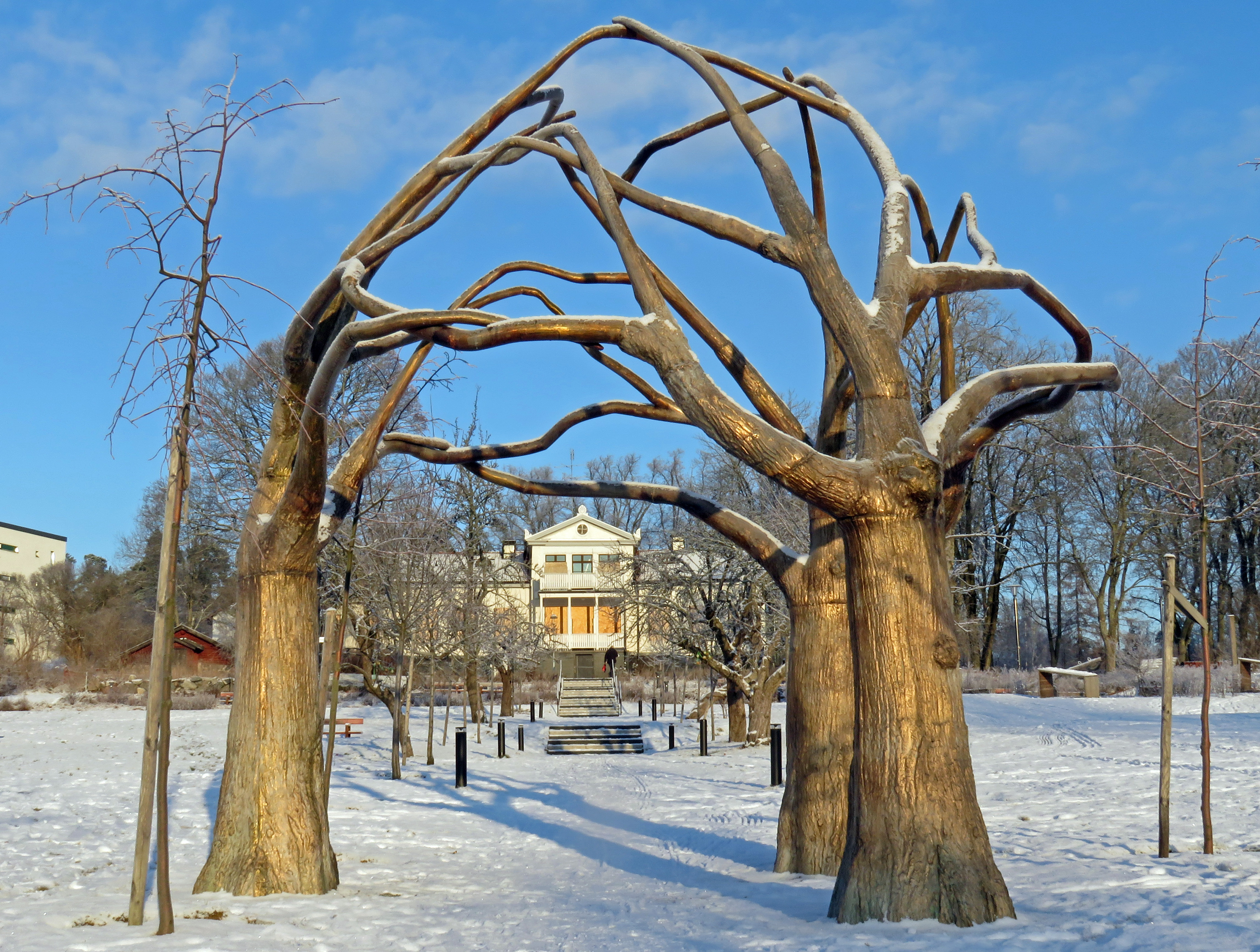
Lindarnas anatomi, Kista Gårds park.

- konstverk vid Visualiseringscenter C i Norrköping, under genomförande (beställd av Statens konstråd 2010)
- Lindarnas anatomi i Kista Gårds park, Stockholm, 2013

## Andra verk i urval
- Atlantis, animation (1:54 timme), 2008

## Diskografi
- Elektrofoni, 2004, Electron
- The wire with issue 286 December 2007, 2007
- Stress Call of the Stinging Nettle, 2008
- Phenomena, 2008, iDEAL recordings
- Fyra dimensioner av ett träsk, 2023, Irrlicht förlag